# Hagelsturm von München 1984
Der Hagelsturm von München war ein Unwetterereignis in Südbayern und speziell München am 12. Juli 1984. Das Ereignis verursachte den bis dahin größten Schaden für die deutsche Versicherungswirtschaft.

## Entstehung
Nach einer Hitzewelle zog am 11. Juli 1984 eine Kaltfront von Westen her über Süddeutschland. Diese hatte zuvor in Frankreich und im Westen Deutschlands zu Unwettern geführt. In München war sie jedoch schon abgeschwächt und führte nur zu einer Abkühlung ohne Niederschläge. Am nächsten Tag lag bis in 2200 m Höhe eine feuchte, aber nicht allzu warme Luftschicht, darüber tropische Warmluft. Noch weiter oben kühlte die Luft stark ab. Durch ein von Westen kommendes Tiefdruckgebiet begann die feuchte Luft, begünstigt durch starke Sonneneinstrahlung und die freiwerdende Kondensationsenthalpie, aufzusteigen, und es bildeten sich Quellwolken.

## Verlauf des Unwetters
Der erste relativ harmlose Hagel fiel gegen 18 Uhr in Ravensburg. Der sich verstärkende Gewittercluster zog Richtung Nordosten, richtete gegen 19 Uhr in der Gegend um Landsberg am Lech Schäden an Autos und Häusern an und erreichte kurz vor 20 Uhr den Westen von München. Vermutlich verstärkt durch warme feuchte Luft über den der Stadt vorgelagerten Seen (Ammersee und Starnberger See) und über der Stadt selbst liegende extrem heiße Luft richtete der Hagelsturm in den südöstlichen Teilen von München (besonders in den Stadtteilen Trudering und Riem) und den Nachbargemeinden Haar, Vaterstetten und Grasbrunn sehr große Schäden an. Der Norden war kaum betroffen; deshalb wurde z. B. das Zeltdach des Olympiastadions nicht beschädigt.
Das sich langsam abschwächende Unwetter zog weiter Richtung Osten über den nördlichen Landkreis Ebersberg, wobei hier speziell Anzing massiv vom z. T. tennisballgroßem Hagel getroffen wurde. Dann zog es an der deutsch-österreichischen Grenze entlang Richtung Tschechien. Die gesamte Zugbahn der Zelle war mit etwa 300 km enorm lang. 
In München dauerte der Hagelsturm zwischen 20 und 30 Minuten, das gesamte Unwetter über der Stadt rund zweieinhalb Stunden. Das größte nachgewiesene Hagelkorn hatte einen Durchmesser von 9,5 cm und ein Gewicht von etwa 300 g. Es ist jedoch wahrscheinlich, dass noch größere Körner niedergingen. Das Unwetter hinterließ eine bis zu 20 cm hohe Hagelschicht, die erst am nächsten Tag abtaute. Die Feuerwehren hatten über 3800 Einsätze zu bewältigen.

## Folgen

### Personenschäden
Mehrere hundert Personen wurden teilweise schwer verletzt. Direkte Todesopfer waren nicht zu beklagen, jedoch starben mehrere Personen durch Herzinfarkt oder bei den Aufräumarbeiten.

### Sachschäden
Innerhalb kurzer Zeit waren mehr als 70.000 Gebäude beschädigt. Mehr als 200.000 Fahrzeuge wurden in einem bis dahin kaum bekannten Ausmaß verbeult. Schäden gab es auch an Flugzeugen auf den Flughäfen München-Riem und Oberpfaffenhofen. Flugzeuge wurden beschädigt und kleinere sogar ganz zerstört. Die Straßenbahn München musste ihren Betrieb auf mehreren Linien einstellen, da Oberleitungen beschädigt oder Weichen blockiert waren. Daneben vernichtete der Hagel die Ernten diverser landwirtschaftlicher Flächen und behinderte den Verkehr. Durch das Unwetter wurde ein Gesamtschaden von 3 Milliarden DM verursacht, lediglich 1,5 Milliarden davon waren versichert. Nach den Bereichen aufgeschlüsselt ergab sich folgendes Bild:
| Schaden an             | Versicherter Schaden |
| ---------------------- | -------------------- |
| Landwirtschaft, Gärten | 080 Mio. DM          |
| Wohngebäude, Hausrat   | 350 Mio. DM          |
| KFZ                    | 800 Mio. DM          |
| Luftfahrt              | 180 Mio. DM          |